# لیوینگستن (لوئیزیانا)
لیوینگستن (به انگلیسی: Livingston) شهری در ایالت لوئیزیانا کشور ایالات متحده آمریکا است که جمعیت آن در سرشماری سال ۲۰۱۰ میلادی، ۱٬۷۶۹ نفر بوده‌است.